# Biatlon a 2015. évi téli európai ifjúsági olimpiai fesztiválon
A 2015. évi téli európai ifjúsági olimpiai fesztivál biatlon versenyszámait Ausztria Bürserberg településén rendezték, január 27. és 30-a között.

## Összesített éremtáblázat
| A 2015. évi téli európai ifjúsági olimpiai fesztivál összesített éremtáblázata biatlonban | A 2015. évi téli európai ifjúsági olimpiai fesztivál összesített éremtáblázata biatlonban | A 2015. évi téli európai ifjúsági olimpiai fesztivál összesített éremtáblázata biatlonban | A 2015. évi téli európai ifjúsági olimpiai fesztivál összesített éremtáblázata biatlonban | A 2015. évi téli európai ifjúsági olimpiai fesztivál összesített éremtáblázata biatlonban | Olimpia  |
| ----------------------------------------------------------------------------------------- | ----------------------------------------------------------------------------------------- | ----------------------------------------------------------------------------------------- | ----------------------------------------------------------------------------------------- | ----------------------------------------------------------------------------------------- | -------- |
|                                                                                           | Ország                                                                                    | Arany                                                                                     | Ezüst                                                                                     | Bronz                                                                                     | Összesen |
| 1.                                                                                        | Oroszország                                                                               | 1                                                                                         | 2                                                                                         | 1                                                                                         | 4        |
| 2.                                                                                        | Norvégia                                                                                  | 1                                                                                         | 1                                                                                         | 1                                                                                         | 3        |
| 3.                                                                                        | Ausztria                                                                                  | 1                                                                                         | 1                                                                                         | 0                                                                                         | 2        |
|                                                                                           | Svédország                                                                                | 1                                                                                         | 1                                                                                         | 0                                                                                         | 2        |
| 5.                                                                                        | Franciaország                                                                             | 1                                                                                         | 0                                                                                         | 1                                                                                         | 2        |
| 6.                                                                                        | Németország                                                                               | 0                                                                                         | 0                                                                                         | 2                                                                                         | 2        |
|                                                                                           |                                                                                           |                                                                                           |                                                                                           |                                                                                           |          |
| Összesen                                                                                  | Összesen                                                                                  | 5                                                                                         | 5                                                                                         | 5                                                                                         | 15       |

## Eredmények

### Férfi
| A 2015. évi téli európai ifjúsági olimpiai fesztivál érmesei férfi biatlonban |                                 |         |                                 |         |                                    |         |
| Versenyszám                                                                   | Arany                           | Arany   | Ezüst                           | Ezüst   | Bronz                              | Bronz   |
| Sprint                                                                        | Oroszország Sergei Demichev     | 24:45,1 | Svédország Sebastian Samuelsson | 24:49,6 | Oroszország Igor Malinovskii       | 24:58,5 |
| Üldözőverseny                                                                 | Svédország Sebastian Samuelsson | 31:45,2 | Norvégia Sturla Holm Lægreid    | 31:50,8 | Norvégia Aleksander Fjeld Andersen | 32:30,8 |

### Női
| A 2015. évi téli európai ifjúsági olimpiai fesztivál érmesei női biatlonban |                              |         |                              |         |                              |         |
| Versenyszám                                                                 | Arany                        | Arany   | Ezüst                        | Ezüst   | Bronz                        | Bronz   |
| Sprint                                                                      | Ausztria Anna-Maria Schreder | 21:31,0 | Ausztria Tamara Steiner      | 21:43,4 | Franciaország Emilie Bulle   | 21:51,2 |
| Üldözőverseny                                                               | Franciaország Lou Jeanmonnot | 27:17,9 | Oroszország Vera Rumyantseva | 27:30,6 | Németország Sophia Schneider | 28:01,2 |

### Vegyes
| A 2015. évi téli európai ifjúsági olimpiai fesztivál vegyesváltó érmesei biatlonban |                                                                                            |           |                                                                                        |           |                                                                                     |           |
| Versenyszám                                                                         | Arany                                                                                      | Arany     | Ezüst                                                                                  | Ezüst     | Bronz                                                                               | Bronz     |
| Vegyesváltó                                                                         | Norvégia · Mathea Tofte · Karoline Erdal · Aleksander Fjeld Andersen · Sturla Holm Lægreid | 1:25:56,1 | Oroszország · Vera Rumyantseva · Irina Kazakevich · Nikita Lobastov · Igor Malinovskii | 1:26:34,8 | Németország · Melanie Eccarius · Sophia Schneider · Marinus Veit · Tobias Wanninger | 1:26:37,0 |